# Alison Fanelli

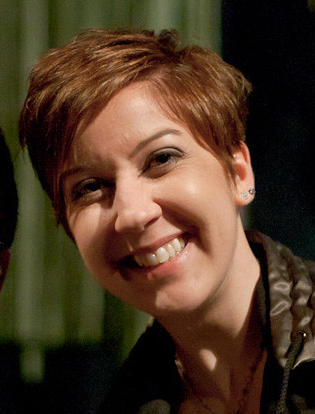
Alison Fanelli, 2012

Alison Fanelli (* 26. April 1979 in Northport, New York) ist eine US-amerikanische Schauspielerin. 

## Leben
Alison Fanelli wurde vor allem durch ihr Mitwirken in der US-amerikanischen Fernsehserie Pete & Pete bekannt. In dieser Serie spielte sie Ellen Josephine Hickle, die beste Freundin des älteren Pete, und gehörte somit zu den Hauptdarstellern. Nach dieser Rolle übernahm sie noch kleinere Tätigkeiten insbesondere für den US-amerikanischen Kindersender Nickelodeon und studierte schließlich Medizin am Goucher College und am Dartmouth College.
Alison spielt Oboe. Sie hat eine ältere Schwester und zwei jüngere Brüder.